# Požar na Amazonu
Požar na Amazonu (engl. Fire on the Amazon) је američki niskobudžetni avanturistički film iz 1993. u režiji Luisa Ljose i jedan od prvih filmova, tada zvezde u usponu - Sandre Bulok. Pored komedije Veridba iz 2009. godine, ovo je jedini film u kome je ona obnažena.

## Priča
Kada poznati ekolog i borac za očuvanje prirodne sredine biva ubijen u prašumama Amazona,  fotograf i aktivistkinja iz Sjedinjenih Država dolaze u Južnu Ameriku da otkriju ko je odgovoran za njegovu smrt. 
Bolivijski borci za očuvanje prirodne sredine, udružuju se sa lokalnim plemenima u borbi protiv raskrčenja amazonske prašume. Ubrzo, međutim, jedan od njih biva ubijen pod nerazjašnjenim okolnostima, a fotograf O'Brajen i akitivistkinja Lisa, koja je radila sa nastradalim, odlaze u Boliviju da istraže okolnosti njegove smrti. Sve sumnje vode ka tome da iza ubistva stoji velika multinacionalna kompanija, koja ne preza ni od čega da ostvari svoje ciljeve, pa čak ni od novih ubistava... 
| Глумац         | Улога       |
| -------------- | ----------- |
| Krejg Šefer    | R.J.        |
| Sandra Bulok   | Eliz Rotman |
| Huan Fernandez | Ataninde    |
| Džudit Čapman  | Sandra      |